# Chaetanthera pulvinata
Chaetanthera pulvinata là một loài thực vật có hoa trong họ Cúc. Loài này được (Phil.) Hauman mô tả khoa học đầu tiên năm 1917.